# Danh sách tập phim Spy × Family
Spy × Family là một bộ phim truyền hình anime dựa trên bộ truyện tranh cùng tên của tác giả Tatsuya Endo. Được sản xuất bởi Wit Studio và CloverWorks, bộ phim được đạo diễn bởi Kazuhiro Furuhashi, thiết kế nhân vật bởi Kazuaki Shimada trong khi Kazuaki Shimada và Kyoji Asano là giám đốc hoạt hình chính. Âm nhạc được sáng tác và sản xuất bởi (K)now Name. Phim được công bố lần đầu tiên vào tháng 10 năm 2021.
Loạt phim kể về một điệp viên tài năng Twilight, người phải cải trang thành bác sĩ tâm thần Loid Forger và xây dựng một gia đình giả để điều tra, theo dõi nhà lãnh đạo chính trị Donovan Desmond. Anh ta không hề biết rằng vợ anh ta, Yor, thực chất là một sát thủ được biết đến với cái tên Công chúa Gai, trong khi con gái anh ta, Anya, có khả năng ngoại cảm.
Mùa đầu tiên của bộ phim bao gồm 25 tập được chia thành 2 phần. Phần đầu tiên gồm 12 tập, được phát sóng tại Nhật Bản từ ngày 9 tháng 4 đến ngày 25 tháng 6 năm 2022, trên kênh TV Tokyo và các nền tảng khác. Phần thứ hai gồm 13 tập, được phát sóng tại Nhật Bản từ ngày 1 tháng 10 đến ngày 24 tháng 12 năm 2022. Vào ngày 18 tháng 12 năm 2022, mùa thứ hai và một bộ phim chiếu rạp đã được công bố tại sự kiện Jump Festa '23. Ichirō Ōkouchi sẽ thay thế Furuhashi làm người viết kịch bản, các nhân viên và diễn viên còn lại sẽ đảm nhận vai trò của họ. Phần thứ hai gồm 12 tập, khởi chiếu vào ngày 7 tháng 10 năm 2023.

## Tổng quan về loạt phim
| Mùa | Mùa | Số tập | Số tập              | Phát sóng gốc        | Phát sóng gốc        |
| Mùa | Mùa | Số tập | Số tập              | Phát sóng lần đầu    | Phát sóng lần cuối   |
| --- | --- | ------ | ------------------- | -------------------- | -------------------- |
|     | 1   | 25     | 12                  | 9 tháng 4 năm 2022   | 25 tháng 6 năm 2022  |
| 13  | 1   | 25     | 1 tháng 10 năm 2022 | 24 tháng 12 năm 2022 |                      |
|     | 2   | 12     | 12                  | 7 tháng 10 năm 2023  | 23 tháng 12 năm 2023 |
|     | 3   | TBA    | TBA                 | Tháng 10 năm 2025    | TBA                  |

## Các tập

### Mùa 1 (2022)
| Phần 1 |    | |                                   |                                     |                                   |                      |      |
| 1      | 1  | "Chiến dịch Strix" Chuyển ngữ: "Operēshon <Sutorikusu>" (tiếng Nhật: オペレーション〈梟〉) | Kazuhiro Furuhashi                | Tomomi Kawaguchi                    | Kazuhiro Furuhashi                | 9 tháng 4 năm 2022   | 3.1% |
| 2      | 2  | "Kiếm vai người vợ nào" Chuyển ngữ: "Tsuma-yaku o Kakuho Seyo" (tiếng Nhật: 妻役を確保せよ) | Takahiro Harada                   | Rino Yamazaki                       | Kazuhiro Furuhashi                | 16 tháng 4 năm 2022  | 2.7% |
| 3      | 3  | "Đối phó với kỳ thi nào" Chuyển ngữ: "Juken Taisaku o Seyo" (tiếng Nhật: 受験対策をせよ) | Takashi Katagiri                  | Daishirō Tanimura                   | Kazuhiro Furuhashi                | 23 tháng 4 năm 2022  | N/A  |
| 4      | 4  | "Bài thi phỏng vấn của trường danh tiếng" Chuyển ngữ: "Meimonkō Mensetsu Shiken" (tiếng Nhật: 名門校面接試験) | Kento Matsui                      | Rino Yamazaki                       | Tatsuyuki Nagai                   | 30 tháng 4 năm 2022  | N/A  |
| 5      | 5  | "Đỗ hay trượt đây" Chuyển ngữ: "Gōhi no Yukue" (tiếng Nhật: 合否の行方) | Kenji Takahashi                   | Tomomi Kawaguchi                    | Shinsaku Sasaki                   | 7 tháng 5 năm 2022   | 2.7% |
| 6      | 6  | "Chiến dịch kết thân" Chuyển ngữ: "Nakayoshi Sakusen" (tiếng Nhật: ナカヨシ作戦) | Yōsuke Yamamoto                   | Daishirō Tanimura                   | Yōsuke Yamamoto                   | 14 tháng 5 năm 2022  | 2.6% |
| 7      | 7  | "Mục tiêu là con trai thứ" Chuyển ngữ: "Tāgetto no Jinan" (tiếng Nhật: 標的の次男) | Kazuki Horiguchi                  | Tomomi Kawaguchi                    | Kazuhiro Furuhashi                | 21 tháng 5 năm 2022  | 2.5% |
| 8      | 8  | "Chiến dịch ngụy trang đối phó cảnh sát mật" Chuyển ngữ: "Taihimitsu Keisatsu Gisō Sakusen" (tiếng Nhật: 対秘密警察偽装作戦) | Yukiko Imai                       | Rino Yamazaki                       | Yukiko Imai                       | 28 tháng 5 năm 2022  | 2.8% |
| 9      | 9  | "Thể hiện tình yêu thăm thiết nào" Chuyển ngữ: "Rabu Rabu o Misetsukeyo" (tiếng Nhật: ラブラブを見せつけよ) | Takashi Katagiri                  | Honoka Katō                         | Takashi Katagiri                  | 4 tháng 6 năm 2022   | 2.7% |
| 10     | 10 | "Chiến dịch lớn Bóng Né" Chuyển ngữ: "Dojjibōru Daisakusen" (tiếng Nhật: ドッジボール大作戦) | Kenji Takahashi                   | Daishirō Tanimura                   | Kenji Takahashi                   | 11 tháng 6 năm 2022  | 2.8% |
| 11     | 11 | "Ngôi sao" Chuyển ngữ: "<Sutera>" (tiếng Nhật: 〈星〉) | Toshifumi Akai                    | Rino Yamazaki                       | Toshifumi Akai                    | 18 tháng 6 năm 2022  | 3.0% |
| 12     | 12 | "Công viên chim cánh cụt" Chuyển ngữ: "Pengin Pāku" (tiếng Nhật: ペンギンパーク) | Tomoya Kitagawa                   | Daishirō Tanimura                   | Tomoya Kitagawa, Daiki Harashina  | 25 tháng 6 năm 2022  | 3.1% |
| Phần 2 |    | |                                   |                                     |                                   |                      |      |
| 13     | 13 | "Dự án Trái Táo" Chuyển ngữ: "Purojekuto <Appuru>" (tiếng Nhật: プロジェクト〈アップル〉) | Yūsuke Kubo                       | Honoka Katō                         | Yūsuke Kubo                       | 1 tháng 10 năm 2022  | 3.6% |
| 14     | 14 | "Vô hiệu hóa bom hẹn giờ" Chuyển ngữ: "Jigen Bakudan o Kaijo Seyo" (tiếng Nhật: 時限爆弾を解除せよ) | Takahiro Harada                   | Tomomi Kawaguchi                    | Takahiro Miura                    | 8 tháng 10 năm 2022  | 2.6% |
| 15     | 15 | "Thành viên mới của gia đình" Chuyển ngữ: "Atarashii Kazoku" (tiếng Nhật: 新しい家族) | Kenji Takahashi                   | Daishirō Tanimura                   | Takeyoshi Akane, Takashi Katagiri | 15 tháng 10 năm 2022 | 3.3% |
| 16     | 16 | "Bếp ăn của Yor" Chuyển ngữ: "Yoruzu Kitchin" (tiếng Nhật: ヨル's キッチン)"Đại chiến dịch tình ái của dân buôn tin" Chuyển ngữ: "Jōhō-ya no Ren'ai Dai Sakusen" (tiếng Nhật: 情報屋の恋愛大作戦)                                                              | Haruka Tsuzuki                    | Honoka Katō                         | Haruka Tsuzuki                    | 22 tháng 10 năm 2022 | 2.6% |
| 17     | 17 | "Thực thi chiến dịch Điểu Sư" Chuyển ngữ: "Gurihon Sakusen o Kekkō Seyo" (tiếng Nhật: ぐりほんさくせんを決行せよ)"Quý bà thép" Chuyển ngữ: "<Furumetaru Redi>" (tiếng Nhật: 〈鋼鉄の淑女〉)"Cơm chiên trứng♡" Chuyển ngữ: "Omuraisu" (tiếng Nhật: オムライス♡) | Shū Honma                         | Honoka Katō                         | Shinsaku Sasaki                   | 29 tháng 10 năm 2022 | N/A  |
| 18     | 18 | "Nhờ cậu làm gia sư" Chuyển ngữ: "Kateikyōshi no Oji" (tiếng Nhật: 家庭教師の叔父)"Rạng đông" Chuyển ngữ: "<Shinonome>" (tiếng Nhật: 〈東雲〉) | Ryō Kodama                        | Daishirō Tanimura                   | Ryō Kodama                        | 5 tháng 11 năm 2022  | 2.8% |
| 19     | 19 | "Kế hoạch phục thù Desmond" Chuyển ngữ: "Dezumondo e no Fukushū Keikaku" (tiếng Nhật: デズモンドへの復讐計画)"Mẹ, hóa thành gió" Chuyển ngữ: "Haha, Kaze ni Naru" (tiếng Nhật: 母、風になる)                                                                   | Hidekazu Hara                     | Rino Yamazaki, Ayumu Hisao          | Hidekazu Hara                     | 12 tháng 11 năm 2022 | 2.5% |
| 20     | 20 | "Điều tra bệnh viện đa khoa" Chuyển ngữ: "Sōgō Byōin o Chōsa Seyo" (tiếng Nhật: 総合病院を調査せよ)"Giải mật mã khó" Chuyển ngữ: "Nankai na Angō o Kaidoku Seyo" (tiếng Nhật: 難解な暗号を解読せよ)                                                            | Yukiko Imai                       | Rino Yamazaki, Ayumu Hisao          | Yukiko Imai                       | 19 tháng 11 năm 2022 | 2.4% |
| 21     | 21 | "Nightfall <Hoàng hôn>" Chuyển ngữ: "<Tobari>" (tiếng Nhật: 〈夜帷〉)"Lần đầu ghen tuông" Chuyển ngữ: "Hajimete no Shitto" (tiếng Nhật: はじめての嫉妬) | Teruyuki Ōmine                    | Tomomi Kawaguchi, Daishirō Tanimura | Teruyuki Ōmine                    | 26 tháng 11 năm 2022 | 2.4% |
| 22     | 22 | "Giải quần vợt Campbelldon dưới mặt đất" Chuyển ngữ: "Chika Tenisu Taikai Kyanberuton" (tiếng Nhật: 地下テニス大会 キャンベルトン) | Takahiro Harada                   | Honoka Katō                         | Takahiro Miura                    | 3 tháng 12 năm 2022  | N/A  |
| 23     | 23 | "Quỹ đạo bất biến" Chuyển ngữ: "Yuruganu Kidō" (tiếng Nhật: 揺るがぬ軌道) | Kenji Takahashi, Kazuki Horiguchi | Tomomi Kawaguchi                    | Mari Motohashi                    | 10 tháng 12 năm 2022 | 2.2% |
| 24     | 24 | "Vai người mẹ và vai người vợ" Chuyển ngữ: "Haha-yaku to Tsuma-yaku" (tiếng Nhật: 母役と妻役)"Bạn bè và đi mua sắm" Chuyển ngữ: "Tomodachi to Kaimono" (tiếng Nhật: ともだちとかいもの)                                                                        | Yōsuke Yamamoto, Tsurumi Mukōyama | Honoka Katō                         | Miyuki Kuroki                     | 17 tháng 12 năm 2022 | 2.1% |
| 25     | 25 | "Kế hoạch tiếp cận <First Contact>" Chuyển ngữ: "Fāsuto Kontakuto" (tiếng Nhật: 接敵作戦) | Teruyuki Ōmine, Dai Ageo          | Daishirō Tanimura                   | Kazuhiro Furuhashi                | 24 tháng 12 năm 2022 | 2.3% |

### Mùa 2 (2023)
| TT. tổng thể | TT. trong mùa phim | Tiêu đề | Đạo diễn                                    | Biên kịch                          | Kịch bản bởi                   | Ngày phát hành gốc   | Tỷ lệ người xem |
| ------------ | ------------------ | --- | ------------------------------------------- | ---------------------------------- | ------------------------------ | -------------------- | --------------- |
| 26           | 1                  | "Đi theo mẹ và bố" Chuyển ngữ: "Chichi to Haha o Bikō Seyo" (tiếng Nhật: ちちとははをびこうせよ) | Kazuhiro Furuhashi, Teruyuki Omine          | Ayumu Hisao                        | Kazuhiro Furuhashi             | 7 tháng 10 năm 2023  | 3.0%            |
| 27           | 2                  | "Chiến lược sống còn của Bond" Chuyển ngữ: "Bondo no Seizon Senryaku" (tiếng Nhật: ボンドの生存戦略)"Chuyến dã ngoại rèn luyện của Damian" Chuyển ngữ: "Damian no Yagai Gakushū" (tiếng Nhật: ダミアンの野外学習) | Miyuki Kuroki                               | Daishirou Tanimura, Ichirō Ōkouchi | Miyuki Kuroki                  | 14 tháng 10 năm 2023 | 3.0%            |
| 28           | 3                  | "Nhiệm vụ và Gia đình" Chuyển ngữ: "Ninmu to Kazoku" (tiếng Nhật: 任務と家族)"Bondman hoa lệ" Chuyển ngữ: "Kareinaru Bondoman" (tiếng Nhật: 華麗なるボンドマン)"Tâm hồn trẻ thơ I/Tâm hồn trẻ thơ II/Đánh thức" Chuyển ngữ: "Kodomo Kokoro I/Kodomo Kokoro II/Mezamashi" (tiếng Nhật: 子ども心Ⅰ／子ども心Ⅱ／目覚まし) | Hayato Sakai                                | Ichirō Ōkouchi, Ayumu Hisao        | Hayato Sakai                   | 21 tháng 10 năm 2023 | TBD             |
| 29           | 4                  | "Vị ngọt của trí tuệ" Chuyển ngữ: "Chie no Kanmi" (tiếng Nhật: 知恵の甘味)"Đại chiến dịch tình ái của dân buôn tin II" Chuyển ngữ: "Jōhō-ya no Ren'ai Dai Sakusen Ⅱ" (tiếng Nhật: 情報屋の恋愛大作戦Ⅱ) | Yoshitsugu Hosokawa, Hiroyuki Tanaka (T.Đ.) | Daishirou Tanimura, Ayumu Hisao    | Makoto Fuchigami               | 28 tháng 10 năm 2023 | 2.6%            |
| 30           | 5                  | "Chiến dịch vượt biên" Chuyển ngữ: "Ekkyō Sakusen" (tiếng Nhật: 越境作戦) | Haruka Tsuzuki                              | Daishirou Tanimura                 | Haruka Tsuzuki                 | 4 tháng 11 năm 2023  | TBD             |
| 31           | 6                  | "Du thuyền hạng sang đầy kinh hoàng" Chuyển ngữ: "Senritsu no Gōka Kyakusen" (tiếng Nhật: 戦慄の豪華客船) | Tsuyoshi Tobita                             | Daishirou Tanimura                 | Shinji Itadaki                 | 11 tháng 11 năm 2023 | TBD             |
| 32           | 7                  | "Nhiệm vụ vì ai" Chuyển ngữ: "Dare ga Tame no Ninmu" (tiếng Nhật: 誰がための任務) | Shōgo Ono                                   | Daishirō Tanimura                  | Mamoru Kurosawa                | 18 tháng 11 năm 2023 | 2.8%            |
| 33           | 8                  | "Khúc giao hưởng trên thuyền" Chuyển ngữ: "Senjō no Shinfonī" (tiếng Nhật: 船上の交響曲)"Trà thảo mộc của chị gái" Chuyển ngữ: "Ane no Hābutī" (tiếng Nhật: 姉のハーブティー) | Isao Hayashi                                | Daishirō Tanimura                  | Isao Hayashi, Yoshiki Kitai    | 25 tháng 11 năm 2023 | 2.4%            |
| 34           | 9                  | "Bàn tay kết nối tương lai" Chuyển ngữ: "Mirai o Tsunagu Te" (tiếng Nhật: 未来を繋ぐ手) | Takahiro Harada, Ryōta Karasawa             | Daishirō Tanimura                  | Isao Hayashi, Miyuki Kuroki    | 2 tháng 12 năm 2023  | TBD             |
| 35           | 10                 | "Tận hưởng khu nghỉ dưỡng nào" Chuyển ngữ: "Rizōto o Mankitsu Seyo" (tiếng Nhật: リゾートを満喫せよ)"Kỳ nghỉ đáng tự hào" Chuyển ngữ: "Kyūka Jiman" (tiếng Nhật: 休暇自慢) | Hayato Sakai                                | Rino Yamazaki                      | Hayato Sakai                   | 9 tháng 12 năm 2023  | TBD             |
| 36           | 11                 | "Berlint Love" Chuyển ngữ: "Bārinto Rabu" (tiếng Nhật: バーリント・ラブ)"Một ngày của Nightfall" Chuyển ngữ: "Tobari no Nichijō" (tiếng Nhật: 〈夜帷〉の日常) | Yōsuke Yamamoto                             | Honoka Katō                        | Koji Masunari, Takahiro Harada | 16 tháng 12 năm 2023 | TBD             |
| 37           | 12                 | "Một thành viên của gia đình" Chuyển ngữ: "Kazoku no Ichiin" (tiếng Nhật: 家族の一員) | Yukiko Imai                                 | Ayumu Isao                         | Yukiko Imai                    | 23 tháng 12 năm 2023 | TBD             |